# Khalid bin Sa'ud Al Sa'ud
Khālid bin Saʿūd Āl Saʿūd (in arabo خالد بن سعود بن عبد العزيز آل سعود‎?; La Mecca, 15 gennaio 1926 – 7 luglio 2020) è stato un principe e militare saudita, membro della famiglia reale Āl Saʿūd.

## Biografia
Il principe Khalid è nato a La Mecca nel 1926 ed era il nono figlio di re Sa'ud. Sua madre era Jamila bint Assad bin Ibrahim al-Mirhi. Ha frequentato la scuola primaria a Ta'if e le medie a Riad. Nel 1943 ha conseguito il diploma di scuola superiore e nel 1948 si è laureato.
Conclusi gli studi è diventato responsabile della biblioteca del padre e suo assistente negli affari di gestione della stessa. Nel 1954 è diventato consigliere del padre, da poco nuovo sovrano del paese. Dopo un anno e mezzo, è diventato comandante della Guardia nazionale. Durante il suo breve mandato la forza armata si è dotata, per la prima volta, di carri armati. Nel 1959 è diventato direttore dell'Università Re Sa'ud. Nel 1967, l'ateneo ha cambiato nome in Università di Riyad. Nel 1969 ha concluso il suo mandato.

## Vita personale
Il principe ha sposato in prime nozze al-Anud bint Muhammad bin Abd al-Aziz Al Saud e in seconde nozze Suhayr Ramzi, da cui in seguito ha divorziato. Il principe aveva una figlia, Uhud, nata dalla prima moglie.